# 雙手劍

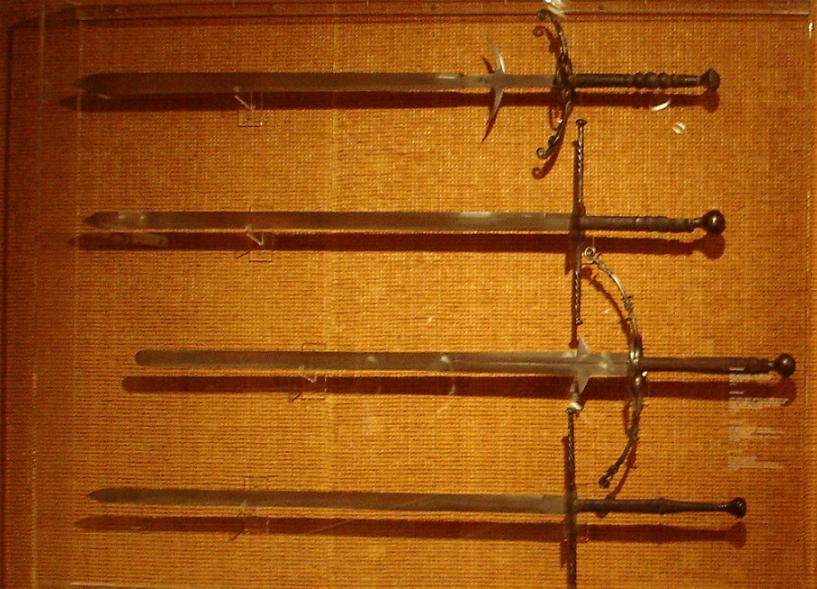
巴塞爾歷史博物館展出的雙手劍。

雙手劍（德語：Zweihänder，英語：two-handed sword）也叫德国双手剑，是一種歐洲16世紀早期使用的大型劍器。由中世紀晚期的長劍發展而來，在義大利戰爭期間成為德國國土傭僕的標誌性武器。到16世紀後半雙手劍已不再具有實際用途。在17世紀變成儀式用具。

## 特征
特征为剑柄长，且剑身巨大沉重，所以较适合双手持用。剑长180cm,重4kg。